# Porodin (Bitola)
Porodin (en macédonien Породин) est un village du sud-est de la Macédoine du Nord, situé dans la municipalité de Bitola. Le village comptait 202 habitants en 2002.

## Démographie
Lors du recensement de 2002, le village comptait :
- Macédoniens : 194
- Albanais : 6
- Serbes : 2
- Autres : 2